# Adota
Adota (лат.) — род жуков-стафилинид трибы Athetini из подсемейства Aleocharinae. Известно 9 видов. Северная Америка (Канада и США: от Аляски до Калифорнии) и Восточная Азия (Камчатка, Корея и Япония).

## Описание
Мелкие коротконадкрылые жуки, длина тела 2—4 мм. Основная окраска тела тёмная: коричневая до черного, надкрылья темно-коричневые до красновато-коричневых, усики черные до коричневых, ноги коричневые до желтовато-коричневых. Все тело с сильной и плотной изодиаметрической микроскульптурой. Представителей рода Adota можно отличить от других родов Athetini по сочетанию следующих признаков: тело параллельностороннее, уплощенное дорсовентрально; поверхность густо опушена и мелко пунктирована изодиаметрической микроскульптурой; инфраорбитальный киль отсутствует; второй антенномер длиннее третьего; пронотальное опушение направлено вперед по средней линии; гипомеры полностью видны в боковом аспекте; тарзальная формула 4-5-5; все лапки с длинными волосками вентрально, метатарзомер 1 примерно такой же длины, как 2; присутствует одна эмподиальная щетинка, примерно такой же длины, как коготок; брюшные тергиты III—VI поперечно вдавлены в базальной области; медиальные ламели внутреннего мешка редуцированы; сперматекальный проток свернут один раз дистально. О личинках и развитии ничего не известно.

## Распространение
Род включает трех неарктических представителей (Acticola colpophila, Acticola gnypetoides и Acticola maritima), о которых сообщалось из прибрежных водорослей, выброшенных на берега Тихого океана, и 6 палеарктических видов (Adota kamchatkaensis, Adota koreana, Acticola madida, Acticola magnipennis, Adota minuta и Acticola ushio) из восточной Азии. На Британских островах Acticola maritima была отмечена Истоном (1971, под синонимом Atheta immigrans) как адвентивный вид. Таким образом, все виды известны только как обитатели морских побережий.

## Систематика
Известно 9 видов. Род был впервые описан в 1910 году американским энтомологом Томасом Линкольном Кейси, младшим (1857—1925) в статусе подрода в составе рода Atheta. В 1918 году он был повышен до отдельного родового статуса (Fenyes 1918, 1920)
- Adota colpophila Gusarov, 2003[2]
- Adota gnypetoides (Casey, 1910)
- Adota kamchatkaensis Yoo & Ahn, 2024[6]
- Adota koreana Lee and Ahn, 2013[1]
- Adota madida (Bernhauer, 1907)
- Adota magnipennis (Bernhauer, 1943)
- Adota maritima (Mannerheim, 1843)
  - = Adota massettensis Casey, 1910
  - = Adota subintima Casey, 1910
  - = Adota setosetarsis Casey, 1910
  - = Adota insons Casey, 1911
  - = Adota scolopacina Casey, 1911
  - = Adota scortea Casey, 1911
  - = Adota immigrans (Easton, 1971)
- Adota minuta Lee and Ahn, 2013[1]
- Adota ushio (Sawada, 1971)[7]